# Gunnar Olof Hyltén-Cavallius
Gunnar Olof Hyltén-Cavallius, souvent désigné par la seconde partie de son nom, Cavallius (Vislanda, province de Småland, 18 mai 1818 - Skatelöv, 5 juillet 1889), est un folkloriste, bibliothécaire, directeur de théâtre et diplomate suédois.

## Biographie
Cavallius est le fils d'un ecclésiastique de Vislanda, dans la province de Småland. Alors qu'il étudie à l'Université d'Uppsala, il est impressionné par les derniers courants du gothicisme. Entre 1839 et 1856, il occupe un poste à la Bibliothèque royale de Suède. Il devient ensuite, de 1856 à 1860, directeur des Théâtres royaux puis, entre 1860 et 1864, il exerce la fonction de chargé d'affaires au Brésil.
Il passe les dernières années de sa vie dans la paroisse de Skatelöv, également dans la province de Småland. Après sa mort, survenue en 1889, ses collections serviront de base à la création du Musée de Småland à Växjö.

## Œuvre
Très tôt, Cavallius s'intéresse à la collecte de contes populaires et de légendes. En collaboration avec le philologue George Stephens, il publie, entre 1844 et 1849, le premier recueil de Svenska folksagor och äfventyr. Son œuvre maîtresse est cependant Wärend och Wirdarne (1-2, 1863-1868), inspirée à la fois par le Deutsche Mythologie (1835) de Jacob Grimm et les théories évolutionnistes de Sven Nilsson. On peut voir en Wärend och Wirdarne un ouvrage fondateur de l'ethnologie suédoise.

## Source
- (en) Cet article est partiellement ou en totalité issu de l’article de Wikipédia en anglais intitulé « Gunnar Olof Hyltén-Cavallius » (voir la liste des auteurs).